# یوهانس آنیورو
یوهانس آنیورو (انگلیسی: Johannes Anyuru؛ زادهٔ ۲۳ مارس ۱۹۷۹) پدیدآور، نویسنده، و شاعر مسلمان اهل سوئد است.

## زندگی‌نامه
یوهانس در بوروس متولد شد. پدر وی اهل اوگاندا و مادر وی سوئدی است.
او موفق شد تا جایزه ادبی جشنواره آوگوست استریندبری سوئد را در بخش «بهترین کتاب داستانی» برای کتاب خود با عنوان «در اشک‌های قربانیان خود غرق خواهند شد» کسب نماید. رمان «در اشک‌های قربانیان خود غرق خواهند شد» داستانی در زمینه اداره سوئد در آینده توسط نژادپرستان است.